# Fate/strange Fake
Fate/strange Fake es una serie de novelas ligeras japonesas de la franquicia Fate de Type-Moon, escrita por Ryōgo Narita e ilustrada por Morii Shizuki.
Originalmente se colocó en la página de inicio de Narita con el título de "Fake/states night" el 1 de abril de 2008, presentado como un prólogo y una introducción para un juego de rol como una broma de April Fool. El texto se eliminó después de April Fool's, pero luego se volvió a publicar en forma de novela incluida como extra con la revista TYPE-MOON Ace 2 en 2009, con ilustraciones de Morii Shizuki y un epílogo del autor.
En 2014, se anunció que se publicaría tanto una novela como una serie de manga, y se realizó un breve tráiler. Una adaptación cinematográfica de anime para televisión de A-1 Pictures titulada "Fate/strange Fake: Whispers of Dawn" se estrenará en julio de 2023. Se ha anunciado una adaptación de serie de televisión de anime también de A-1 Pictures.

## Sinopsis
La historia se centra en una Guerra del Grial mal copiada de la Tercera Guerra del Santo Grial en Fuyuki. Después del final de la tercera Guerra del Grial, una organización de los Estados Unidos que tiene magos separados de la Asociación de Magos con sede en Londres como miembros tomó datos de la Guerra del Grial de Fuyuki y planeó su propio ritual. Después de setenta años, usaron la ciudad Snowfield como Tierra Sagrada para su propia Guerra del Grial. No pudieron copiar con éxito todos los aspectos del ritual, lo que llevó a que actuara solo como una imitación que ha perdido la clase Saber y permitió la invocación de Servants extraños debido a que la definición de "héroe" está borrosa.
La Asociación de Magos ha enviado a Rohngall y a su alumno, Faldeus, a investigar la ciudad y el estado de la guerra. Faldeus, un espía de la organización estadounidense, disparó a Rohngall al llegar, a pesar de saber que Rohngall era simplemente un títere. Anuncia que su Guerra del Santo Grial ha estado en desarrollo y que es real, lo que provoca un alboroto en la Torre del Reloj y desea "anunciar" el proyecto a la Asociación.

## Contenido de la obra

### Anime
El 31 de diciembre de 2019 se lanzó un video promocional animado oficial, fue animado por A-1 Pictures y usa la canción "Belong" de Hiroyuki Sawano.
Se anunció una adaptación cinematográfica de anime para televisión durante el evento Aniplex Online Fest 2022 el 24 de septiembre de 2022. Fue titulada como "Fate/strange Fake: Whispers of Dawn", es producida por A-1 Pictures y dirigida por Shun Enokido y Takahito Sakazume, con guiones escritos de Daisuke Ōhigashi, diseños de personajes de Yūkei Yamada y música compuesta por Hiroyuki Sawano. Originalmente estaba programado para emitirse el 31 de diciembre de 2022, durante el especial de televisión anual de Nochevieja de Fate Project, pero luego se retrasó debido a problemas de producción. La película se estrenará el 2 de julio de 2023 en Tokyo MX y BS11, luego de su estreno mundial en Los Ángeles. El tema principal es "FAKEit" de SawanoHiroyuki[nZk]:Laco. Aniplex of America ha licenciado el especial.
Durante su panel en Anime Expo 2023, se anunció una adaptación de serie de televisión de anime. Los principales miembros del personal de la película para televisión están retomando sus papeles. Crunchyroll obtuvo la licencia de la serie fuera de Asia.